# 샤리프군
셰리프군(아랍어: الجيش الشريفي), 또는 아랍군(아랍어: الجيش العربي) 또는 헤자즈군(아랍어: الجيش الحجازي)은 제1차 세계 대전 중 중동 전선에서 아랍 반란을 이끈 군대이다. 헤자즈 왕국의 셰리프 후세인 빈 알리가 1916년 "아랍의 술탄"으로 선포되었고, 셰리프 군대를 이끌고 오스만 제국에 대항한 반란을 일으켜 아랍 민족을 독립된 정부 아래 단합시키려는 궁극적인 목표를 가졌다. 영국의 재정적, 군사적 지원을 받은 후세인의 군대는 점차 헤자즈를 북상하며 영국이 지휘하는 이집트 원정군과 함께 싸워 마침내 다마스쿠스를 점령했다. 그곳에서 셰리프 군대의 일부는 셰리프 후세인의 아들 파이살이 이끄는 시리아 아랍 왕국이라는 단명한 군주국을 세웠다.

## 배경
아랍이 부족 족장들은 그들의 부족과 셰리프 사이의 중재자로 활동했지만, 샤리프의 권위에 거의 도전하지 않았다. 샤리프의 유일한 정치적 경쟁자는 오스만 제국이 파견한 발리(지사)로, 그는 이 지역에 대한 오스만의 주권을 보장하는 책임이 있었다. 셰리프와 발리 사이에는 권력 투쟁이 존재했으며, 시간이 지나면서 두 사람 사이에서 의사 결정 권한이 오갔다. 전반적으로 이러한 정치적 기후는 리프의 손에 많은 영향력을 남겼으며, 20세기 초반에는 샤리프 후세인 빈 알리가 그 자리에 있었다.
제한된 권력에 불만을 품은 셰리프 후세인은 헤자즈 지역의 부족 지도자들, 아랍 민족주의자들, 그리고 이집트에 있는 영국 고등판무관 헨리 맥마흔과 논의를 시작했다. 후세인은 많은 무슬림들이 메카의 샤리프가 오스만 제국의 통치자 가문이 차지하고 있는 칼리프 자리를 정당하게 주장할 수 있다고 믿고 있음을 알고 있었다. 후세인은 후세인-맥마흔 서한에서 약속된 영국의 지원을 통해 칼리프와 아랍 땅에 대한 주권을 주장할 수 있는 권리에 대한 믿음을 강화하게 되었다. 비록 영국이 이미 프랑스에 약속한 몇몇 지역에 대해서는 보장할 수 없었지만, 셰리프 후세인에게 상황은 유리하게 돌아가는 듯 했고, 그는 아랍 반란을 준비하게 되었다.

## 구성
셰리프 군대는 약 5,000명의 정규군과 수천 명의 비정규군으로 구성되었다. 많은 정규군은 오스만 군대의 아랍인 병사들이 탈영하여 아랍 반란에 합류한 것이었다. 비정규군은 전투가 그들의 집 근처에서 벌어질 때 짧은 기간 동안 반란에 참여한 대부분 훈련받지 않은 아랍인들을 의미한다. 전투가 메카에서 멀어지면서 많은 메카 주변 병사들은 그들의 역할을 다했다고 생각하고 귀환했다. 샤리프군으로 영국의 금과 무기 끊임없이 흘러들어가는 것이 반란의 주요 동력이었다. 많은 부족은 더 많은 돈을 제공하는 쪽을 위해 싸웠다. 일부 부족 지도자들은 영국을 위해 싸우기로 동의하고 그들의 지불금과 무기를 받았으며, 이후 오스만이 더 많은 돈을 제공하자 오스만을 위해 싸우기 시작했다. 이러한 변덕은 많은 부족이 셰리프 후세인의 궁극적인 목표인 아랍 통일에 관심이 없고, 단지 돈을 원한다는 것을 보여주었다. 이는 샤리프군에게 어려움을 주었지만, 파이살의 강력한 협상 기술로 많은 부족 족장들을 설득하여 하심가가 오스만 제국에 도전하는 데 필요한 지원을 얻었다.

## 아랍 반란과 그 이후
반란이 시작될 때 셰리프 군대는 후세인과 그의 아들들이 오스만 군과 함께 싸우기 위해 모은 병력들로 구성되었다. 파이살은 탈출 후 후세인의 자치권 확대 요구가 받아들여지지 않을 경우 오스만과의 관계가 끝날 것이라는 내용의 편지를 썼다. 답장을 기다리지 않고 현지 아랍 부족 구성원들과 오스만 탈영병들로 이루어진 병력이 헤자즈 철도를 공격하면서 반란은 시작되었다.
다음 날 메카에서 반란의 첫 발포가 있었고, 이틀 만에 셰리프 군대는 메카를 장악했다. 6월 16일에는 영국 해군의 지원을 받아 중요한 항구 도시 제다를 점령했다. 여름이 끝날 무렵, 셰리프 후세인이 지휘하는 아랍 군대는 북쪽으로 얀부부터 남쪽으로 알쿤푸다까지 해안 도시들을 점령했다.
오스만 군은 1916년 10월 셰리프 군대가 메디나를 공격했을 때 처음으로 결정적인 승리를 거두었다. 오스만군은 메디나에 포병대를 갖춘 상태로 주둔하고 있었으며, 장비가 부족한 셰리프 군대는 이를 갖추지 못했다. 셰리프 군대는 후퇴해야 했고, 메디나에 대한 새로운 전략을 개발할 수밖에 없었다. 잘 보호된 오스만 군을 공격해 큰 희생을 치르는 대신, 아랍 군대는 도시를 포위하고 다른 오스만 군대와의 접근을 차단했다. 전쟁 동안 오스만군은 헤자즈 철도를 통해 메디나에 물자를 공급할 수 있었고, 이를 통해 무기, 탄약 및 기타 장비를 전쟁이 끝날 때까지 공급할 수 있었다. 메디나의 지속적인 물자 필요는 오스만 군이 철도와 메디나에 병력과 물자를 낭비하도록 하는 로렌스의 셰리프 전략에 부합했다.
영국과 셰리프 군대가 아카바에 있는 오스만군을 점령할 방법을 모색하던 중, 영국은 T. E. 로렌스(일명 "아라비아의 로렌스") 대위를 파이살을 도와 그의 군대를 지휘하도록 보냈다. 로렌스의 계획은 다마스쿠스를 공격할 것이라고 오스만군을 속이기 위해 몇 가지 기만작전을 펼치는 것이었고, 여기에는 바알베크에서 철도 다리를 파괴하는 것도 포함되었다. 1917년 7월 6일 아카바에 도착하자 샤리프 군대는 상관들이 제지하기 전에 약 300명의 오스만군을 잔혹하게 학살했다. 또 다른 150명의 오스만 군이 포로로 잡혔고, 이후 오스만 군의 소규모 공격 몇 차례가 있었으나 아랍과 영국 군대는 아카바에서 통제를 굳혔다. 이 시점부터 샤리프 군대는 영국이 점령한 이집트에서 온 영국 군대와 함께 싸웠다. 잘 실행된 메기도 전투에는 소수의 샤리프군이 참여했으며, 1918년 10월 1일 다마스쿠스에 입성하면서 반란은 거의 완료되었다. 헤자즈에서 오스만 제국의 통제하에 남아 있는 유일한 도시는 메디나였다. 비록 메디나는 오스만 제국의 다른 지역과 단절되었지만, 도시 내의 오스만 군대는 1919년 1월 물자 부족으로 항복할 때까지 셰리프 군대에 저항했다.
다마스쿠스를 점령한 후 아랍 반란이 끝나자 파이살은 시리아에서 왕국을 세우고 통치하였으나, 1920년 7월 24일 프랑스-시리아 전쟁에서 프랑스가 승리하여 그를 축출했다. 1920년 국제 연맹은 오스만 제국의 영토를 새로 창설된 위임통치제에 따라 분할하기로 결정했다. 위임통치권을 받은 국가는 위임통치로 형성된 신생 국가를 독립으로 이끌 책임을 졌다. 영국은 팔레스타인과 메소포타미아(이라크) 위임통치령을 설정했고, 프랑스는 시리아와 레바논 지역의 위임통치를 받았다. 이러한 위임통치와 그 지도의 경계는 1916년 비밀리에 체결된 사이크스-피코 협정의 분할에 가깝게 따랐다. 밸푸어 선언은 이 지역의 문제를 복잡하게 만들었는데, 이는 후세인-맥마혼 서신 교환에 따라 셰리프 후세인에게 약속된 아랍 왕국의 일부로 팔레스타인을 포함시키는 대신, 영국이 이 지역에 유대인 국가를 창설하겠다고 약속했기 때문이다. 팔레스타인 문제는 해결되지 않았지만, 1921년 카이로에서 영국은 후세인의 아들 압둘라를 신생 국가 트란스요르단 토후국의 에미르로 임명하기로 결정했다. 영국은 후세인을 헤자즈의 통치자로 남겨두었고, 파이살이 1920년 시리아 왕국에서 프랑스에 의해 폐위되었기 때문에, 영국은 파이살이 이라크의 왕이 되도록 도와 파이살은 파이살 1세가 되었다. 셰리프 후세인은 헤자즈를 계속 통치하다가 1924년 3월 23일 칼리프를 선언했다. 같은 해 사우디가 후세인을 헤자즈에서 축출했고, 그는 여생을 망명 생활로 보냈으며, 1931년 요르단에서 사망했다. 누리 알사이드, 자파르 알아스카리, 자밀 알미드파이, 알리 자우다트 알아이유비, 자말 바반을 포함한 많은 셰리프 군대 장교들은 파이살 왕의 이라크에서 중요한 역할을 했다. 누리 알사이드와 자파르 알아스카리는 모두 총리를 역임했다. 셰리프 군대의 장교들은 1963년 아흐마드 하산 알바크르 대령이 이끄는 쿠데타까지 이라크 정치에서 중요한 역할을 계속했다.

## 같이 보기
- 이집트 원정군
- 샤리프 계획
- 요르단군